# Arakoon-Nationalpark
Der 1,15 km² große Arakoon-Nationalpark (englisch: Arakoon National Park) befindet sich etwa 463 Kilometer nördlich von Sydney an der Küste von New South Wales in Australien. Die Stadt Kempsey befindet sich etwa 40 Kilometer im Südwesten, der Ort South West Rocks rund vier Kilometer im Westen. Namensgebend war die kleine Vorstadt Arakoon von South West Rocks, die unmittelbar an den Nationalpark grenzt. Im Süden grenzt der Park an den Hat-Head-Nationalpark.

## Geschichte des Parks
Die Bedeutung dieses Gebiets für die Erholung von Menschen erkannte man bereits 1946, als es als zur Reserve for Public Recreation erklärt wurde. Dies betraf zunächst das Gebiet des Trial Bay Gaol mit der umgebenden Landschaft. Es wurde 1974 als State Recreation Area staatlich geschützt. 1977 erfolgte die Erweiterung um Gap Beach, 1979 um Front Beach und 1983 um Saltwater Lagoon. 2010 erklärte der Staat das gesamte Areal zum Nationalpark.

## Geologie
Auf dem Smoky Cape im Nationalpark liegt ein Granitvorkommen, das zum Wellenbrecher- und auch zum Gefängnisbau verwendet wurde. Dies ist das einzige Granitvorkommen, das zwischen Bundaberg in Queensland und Moruya Heads im südlichen News South Wales an die Oberfläche tritt.
Die sogenannten Kempsey Beds sind Ablagerungen, die sich zu Grauwacke, Schluffstein und Konglomeratgestein verpresst haben. Sie wurden zum Mauerbau des Gefängnisbauwerks verwendet. Diese Gesteine stammen aus der Zeit des Perm. Aus dem Quartär stammen die Sande des Strands und die Dünen wie auch die Ablagerung der Alluvialböden, die Schwemmlandschaften.

## Flora und Fauna

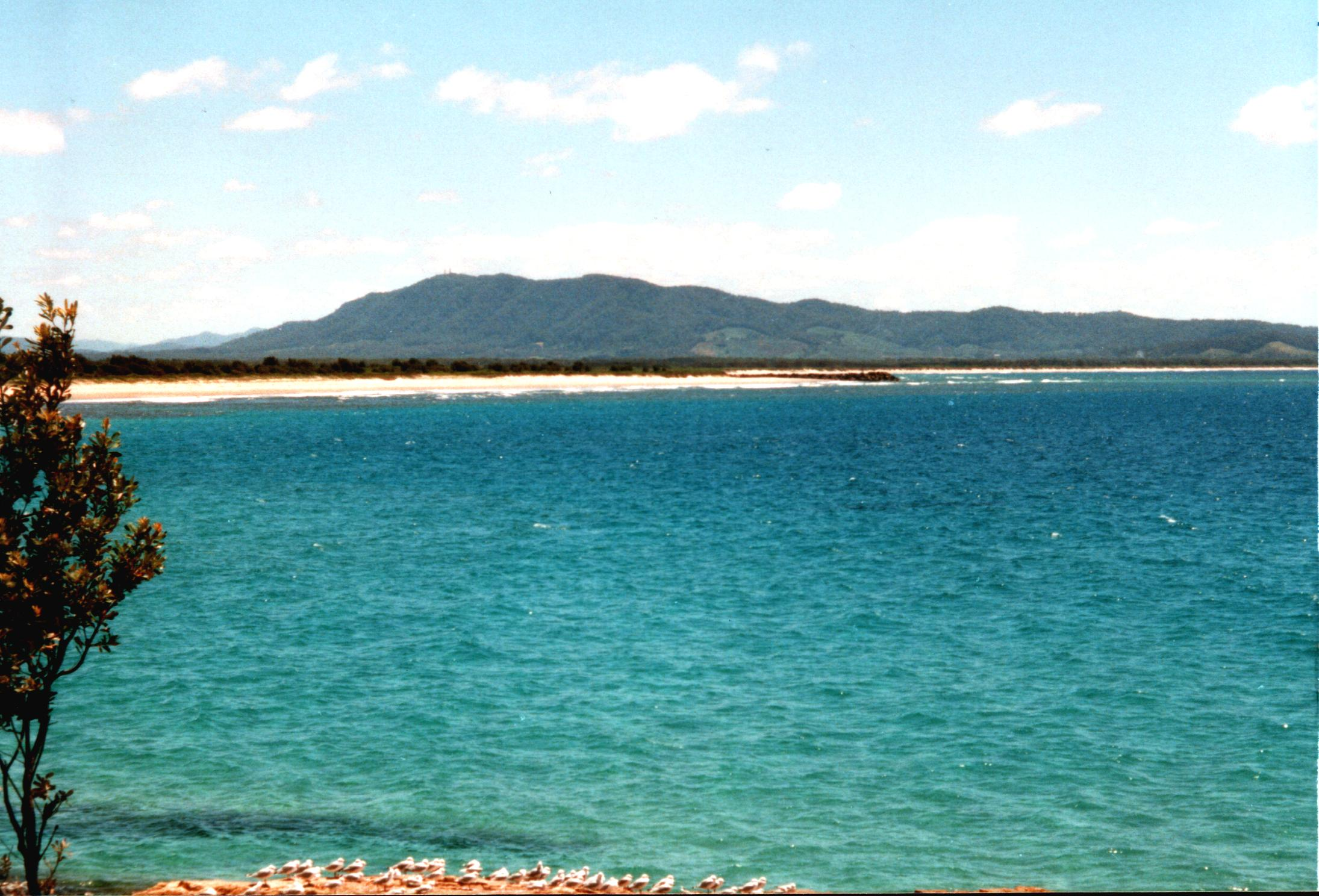
Blick in die Trial Bay

Im Nationalpark befinden sich unterschiedlichen Vegetationstypen auf sehr kleinen Gebieten. Der größte Teil der Smoky Cape Range ist von einer Hartlaubvegetation bedeckt. Küstennaher subtropischer Regenwald existiert auf den Dünen hinter Gap Beach und strandnah im Norden der Landzunge. Diese Wachstumsformen haben sich wegen der landwirtschaftlichen und touristischen Entwicklung sonst nirgendwo im Park halten können. Signifikante Sumpfgebiete, die von Salzwassergebieten umgeben sind, liegen hinter Gap Beach und an dem kleinen Bach hinter Little Bay. Die restliche Vegetation besteht aus lichten Bewaldungen, Heidelandschaften und Dünenvegetation.
Tiere, die im Park beobachten wurden, sind Fuchskusu (Trichosurus vulpecula), Kurzkopfgleitbeutler (Petaurus breviceps), Flughund (Pteropus sp.), Sumpfwallaby (Wallabia bicolor), marsupial mice (Antechinussp.) und 35 Vogelarten. Füchse, Katzen und Ratten, die die Europäer eingeschleppten, bedrohen die Tierwelt im Park.

## Trial Bay Gaol

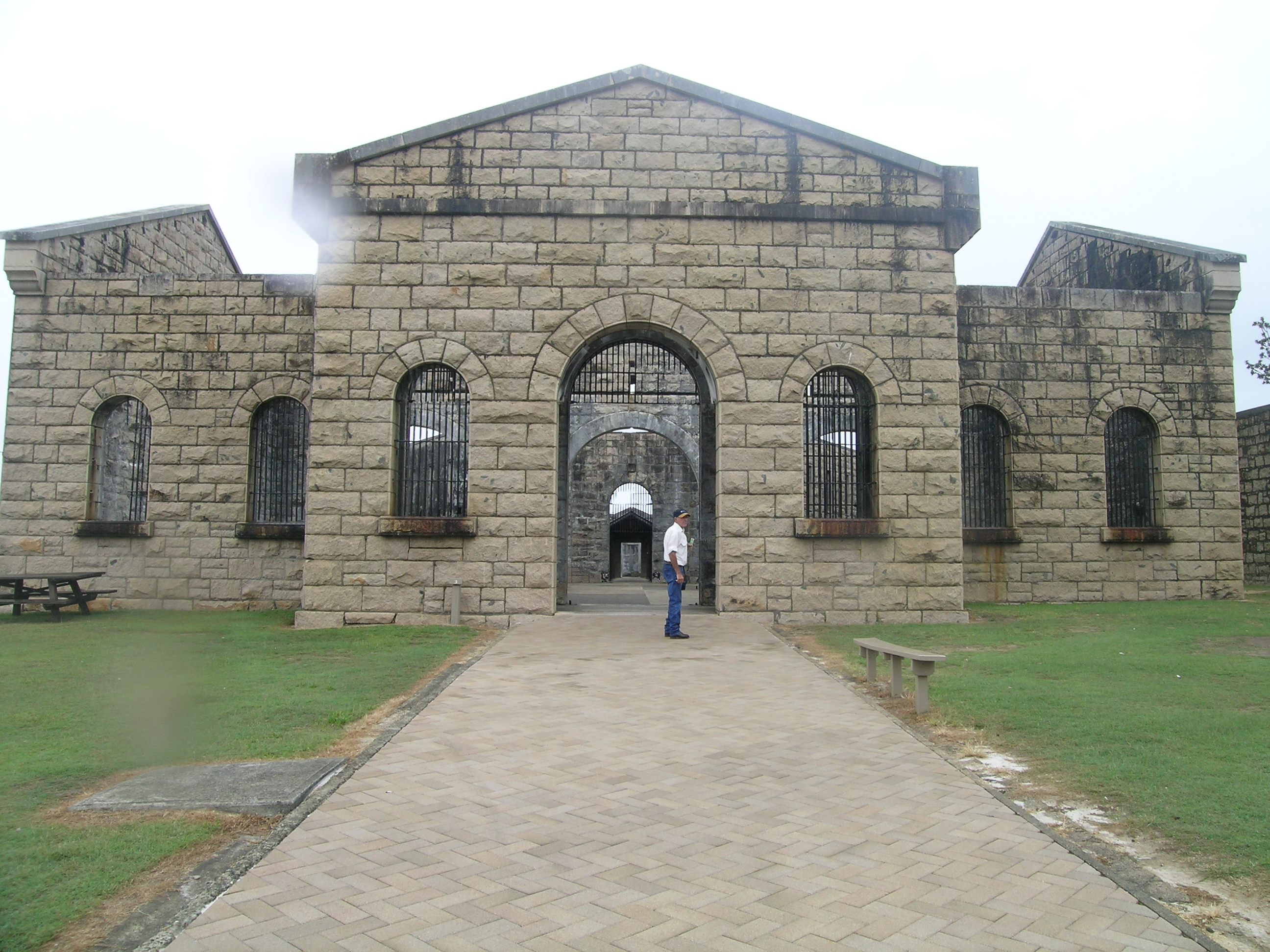
Gefängnisgebäude Trial Bay Goal aus gelbem Sandstein im Nationalpark

Die Bucht wurde nach dem Schiff Trial benannt, das Sträflinge 1816 in Sydney stahlen. Ihr Fluchtversuch scheiterte, als das Schiff in dieser Bucht unterging.
Das Trial Bay Gaol war ein Gefängnis, das Sträflinge erbauen mussten. Es liegt auf einer Landzunge, genannt Laggers Point. In dem Gefängnisbau konnten die Sträflinge erst nach einer 13-jährigen Bauzeit im Jahr 1886 untergebracht werden. Sie sollten zum Schutz der Schiffe, die in der Mündung des Macleay River nicht sicher ankern konnten, einen 1500 Meter langen Wellenbrecher aus Granitblöcken bauen, die sie in einem nahe gelegenen Steinbruch abbauten. Als etwa 300 Meter des Wellenbrechers fertiggestellt waren, verlegte der Fluss seinen Lauf und mündete nicht mehr in der Bucht. Damit war der Bau des Wellenbrechers obsolet geworden und das Gefängnis wurde im Jahr 1903 aufgegeben. 
Während des Ersten Weltkriegs diente das Gefängnis als Internierungslager für gefangen genommene Offiziere der Kaiserlichen Marine und für Deutsche und Österreicher, die in Australien lebten und von denen man annahm, dass sie mit den Kriegsgegnern sympathisierten. 1918 wurden die Internierten verlegt, weil befürchtet wurde, dass deutsche Kriegsschiffe landen würden.
Heute ist das Gefängnisbauwerk eine Ruine, von dem Wellenbrecher sind noch ungefähr 50 Meter vorhanden. Im historischen Gefängnis ist heute ein Museum, an dessen Außenmauern Skulpturen aufgestellt sind.

## Tourismus
Im Park gibt es mehrere Wanderwege, einen Kiosk und ein Restaurant, Übernachtungsmöglichkeiten in einem kleinen Cottage und einen Campingplatz an der Trial Bay. Die Trial Bay wird von Touristen gerne zum Erholen und Schwimm- und Wassersport aufgesucht. Ferner gibt es eine Bootsanlegestelle.